# Даші-Батур
Даші-Батур (Даш-Баатур, Дайчін-Батор) (*ᠳᠠᠰᠢᠪᠠᠭᠠᠲᠤᠷ; д/н — 1714) — 3-й володар Хошутського ханства в 1668—1671 роках.

## Життєпис
Молодший син Гюші-хана. Наприкінці панування останній доручив Даші-Батура разом з братами Дордже Далай-Батуром і Санґ'єрджа Їледеном керувати правим крилом хошутів.
У 1655 року після смерті Гюші-хана став очільником хошутів півночі, біля озера Кукунор. тоді як його старший брат Даян Очір-хан. На той час ймовірно його інші старші брати померли, й Дашті-Батур керував правим крилом.
1668 року після смерті Даян Очір-хана став правителем Хошутського ханства. Але відсутні відомості, що Далай-лама V визнав його правителем Тибету. Цей титул у 1671 році отримав небіж Даші-Батура — Далай-хан. Такі обставини свідчили про зменшення впливу хошутських ханів в Тибеті.
Сам Даші-Батур напевне продовжував керувати хошутами на півночі, зберігаючи титул тайджіабо хунтайджі. Також вимушен був поступитися владою над східними хошутами, яка перейшла до іншого небіжа — Очірту-Цецен-хана, що мігрував до озера Зайсан. Був особливо близький з Панченом Лобсаном Єше і тричі відвідував монастир Ташилхунпо — в 1674, 1680 і 1690 роках.
З початком війни імперії Цін і Джунгарського ханства зберігав нейтралітет. Не надав допомоги Галдан Бошоґту-хану, чим в деякій мірі сприяв поразці того 1697 року. З цього часу обрав політику, спрямовану на союзу з імперією Цін. У листопаді того ж року отримав від імператора Сюаньє титул Хешуо-цінвана, чим Даші-Батура урівняно з вищою знаттю Цін. Разом з тим це свідчило про визнання хошутським ханом влади імперії. 
У 1703 році відвідав Сіань, де зустрічався з Сюаньє. 1709 року втрутився у конфлікт навколо наступника Далай-лами VI. Даші-Батур спільно з Цеван Тандзіном (правнуком Гюші-хана) оголосив, що знайшов нове втілення далай-лами — Келсанга Г'яцо, якого оголосили Далай-ламою VII. Проте цього не визнав Лхавзан-хан, володар Тибету.
Помер Даші-Батур 1714 року. Його володіння спадкував син Лобсан Тенцзін.